# ماركو كروجنولا
ماركو كروجنولا (بالإيطالية: Marco Crugnola)‏ مواليد 24 مايو 1983 في فاريزي، هو لاعب كرة مضرب إيطالي بدأ مسيرته كمحترف سنة 2004 يلعب باليد اليمنى. أعلى تصنيف له في الفردي كان المركز الـ 165 في سنة 2009. أعلى تصنيف له في الزوجي كان المركز الـ 118 في سنة 2009.

## النهائيات

### الفردي: 2 (0-2)
| الحصيلة | الرقم | التاريخ (النهائي) | الدورة            | الأرضية | المنافس في النهائي | النتيجة في النهائي |
| الوصافة | 1.    | 17 أغسطس 2008     | فيغو، إسبانيا     | ترابية  | بابلو أندوخار      | 1–6, 6–3, 3–6      |
| الوصافة | 2.    | 29 أغسطس 2010     | مانيربيو، إيطاليا | ترابية  | روبن هاسي          | 3–6, 2–6           |

## روابط خارجية
- ماركو كروجنولا على موقع رابطة محترفي التنس (الإنجليزية)
- ماركو كروجنولا على موقع الاتحاد الدولي لكرة المضرب (الإنجليزية)
- ماركو كروجنولا على موقع خلاصة التنس.كوم (الإنجليزية)
- ماركو كروجنولا على موقع إي إس بي إن.كوم (الإنجليزية)